# Polná
Polná là một thị trấn thuộc huyện Jihlava, vùng Vysočina, Cộng hòa Séc.